# Herxheim am Berg
Herxheim am Berg település Németországban, Rajna-vidék-Pfalz tartományban. Lakosainak száma 742 fő (2023. december 31.).

## Népesség
A település népességének változása:
| Lakosok száma | 514  | 729  | 724  | 712  | 738  | 742  |
|               | 1975 | 2017 | 2019 | 2021 | 2022 | 2023 |